# مهد مرزوقي يوسف
مهد مرزوقي يوسف (بالملايوية: Mohd Marzuki Yusof)‏ هو لاعب كرة قدم ماليزي في مركز الدفاع، ولد في 3 يناير 1981 في ماليزيا. شارك مع منتخب ماليزيا لكرة القدم. أما مع النوادي، فقد لعب مع نادي ترغكانو.

## وصلات خارجية
- مهد مرزوقي يوسف على موقع ناشيونال فوتبول تيمز (الإنجليزية)